# Марантис, Димитриос
Дими́триос Джеймс Мара́нтис (греч. Δημήτριος Μαράντης, англ. Demetrios James Marantis; род. 28 мая 1968, Харрисон, Нью-Йорк, США) — американский адвокат и государственный служащий, заместитель (2009—2013) и исполняющий обязанности торгового представителя США (март-май 2013 года). Член Демократической партии. В настоящее время является старшим вице-президентом по глобальной GR-деятельности транснациональной компании Visa (с 2015 года) и членом Совета директоров Корпорации частных зарубежных инвестиций.

## Биография

### Образование
Родился 28 мая 1968 года в Харрисоне, (Нью-Йорк, США) в греческой семье.
Посещал государственную среднюю школу в Харрисоне.
В 1990 году окончил Принстонский университет со степенью бакалавра гуманитарных наук в области связей с общественностью и международных отношений.
В 1993 получил степень доктора права, окончив юридический факультет Гарвардского университета.

### Карьера
В 1993—1998 годах работал в крупнейшей лоббистской компании США «Akin Gump Strauss Hauer & Feld» в Вашингтоне и Брюссельском столичном регионе (Бельгия).
В 1998—2002 годах служил в Управлении торгового представителя США в качестве заместителя его главного советника. В этот период являлся ответственным за торговые переговоры и инфорсмент в Азии и Африке, в том числе в рамках Транстихоокеанского партнёрства, Азиатско-Тихоокеанского экономического сотрудничества (АТЭС), Китайско-американской объединённой комиссии по делам торговли и др. Вёл переговоры о положениях торговых соглашений и представлял США во Всемирной торговой организации в рамках её процедур по урегулированию споров.
В 2002—2004 годах занимал должность главного юрисконсульта Американо-вьетнамского торгового совета, в связи с чем проживал в Ханое, способствуя развитию американо-вьетнамских торговых отношений.
В июле-ноябре 2004 года являлся руководителем по разрешению спорных вопросов для кандидата на пост вице-президента США Джона Эдвардса во время избирательной кампании Джона Керри, участвовавшего в президентских выборах от Демократической партии.
В 2005—2009 годах служил в сенатском финансовом комитете, занимая пост главного юрисконсульта по вопросам международной торговли. Оказывал помощь председателю комитета Максу Бокусу в переговорах с членами Республиканской партии по расширению федеральной программы помощи в отраслевом урегулировании. Старейший по стажу пребывания член комитета республиканец Чарльз Грассли выразил признательность Марантису за предпринятые им усилия.
В 2009—2013 годах вновь служил в Управлении торгового представителя США в качестве его заместителя, будучи ответственным за обсуждение условий по торговым соглашениям и ведение переговоров с Китаем о тарифах и авторских правах. Сыграл ключевую роль в переговорах по Американо-корейскому торговому соглашению и его принятии Конгрессом США, а также на саммите АТЭС выступил во главе заключения первого в истории соглашения о сокращении тарифов на экологические товары.
В марте-мае 2013 года занимал пост исполняющего обязанности торгового представителя США.
В 2013—2015 годах работал в технологической компании Square, в которой руководил работой по международной стратегии и вопросам нормативно-законодательных актов.
С октября 2015 года занимает пост старшего вице-президента по глобальной GR-деятельности транснациональной компании Visa.
Является членом Совета директоров Корпорации частных зарубежных инвестиций.